# جک‌بوتس در وایتهال
جک‌بوتس در وایتهال (انگلیسی: Jackboots on Whitehall) یک فیلم عروسکی انیماترونیکِ طنزِ اَکشن است که در سال ۲۰۱۰ منتشر شد. فیلم در یک تاریخ جایگزین در جنگ جهانی دوم می‌گذرد که در آن، نیروهای ارتش آلمان نازی، لندن را به اشغال خود درآورده‌اند.

## بازیگران
- ایوان مک‌گرگور
- رزمند پایک
- ریچارد ئی. گرانت
- تیموتی اسپال
- تام ویلکینسون
- دومینیک وست
- الن کامینگ
- سانجیو بسکار
- ریچارد گریفیتس
- ریچارد اوبراین
- استیون مرچنت
- پم فریس
- هیو فریزر
- توبیاس منزیس